# Scotinotylus provo
Scotinotylus provo là một loài nhện trong họ Linyphiidae.
Loài này thuộc chi Scotinotylus. Scotinotylus provo được Ralph Vary Chamberlin miêu tả năm 1949.